# Iskar
Iskar (bolgarsko Искър; latinsko Oescus) je desni pritok Donave. Z dolžino 368 km je najdaljša reka, ki v celoti teče znotraj Bolgarije. Iskar izvira kot trije razcepi v najvišji gorski verigi Balkana Rila in teče v severni smeri do sotočja z Donavo. Ko teče proti severu, napaja največje umetno jezero v državi, akumulacijo Iskar, tvori ločnico med gorama Vitoša in Plana na zahodu ter gorsko verigo Sredna gora na vzhodu, preden vstopi v dolino Sofije, v kateri je glavno mesto države Sofija. Od tam teče Iskar skozi gorovje Stara planina in tvori spektakularno 84 km dolgo sotesko Iskar. Ob prečkanju gorovja njen vodotok pri Lakatniku zavije v severovzhodno smer. Severno od gorovja Stara planina reka prečka Donavsko nižino in se končno izlije v Donavo med vasema Bajkal in Gigen. Geološko je Iskar najstarejša reka na Balkanskem polotoku.
Njeno porečje odmaka 8617 km² v Sofijski oblasti, Sofiji, oblasteh Vraca, Loveč in Pleven. Iskar teče skozi devet mest in številne vasi. V porečju reke Iskar živi več kot 50 vrst rib, vključno s Cottus haemusi, ki je endemit zgornjega toka Iskarja in Vita.
Iskar ima velik gospodarski pomen, saj zagotavlja vodo za potrebe prestolnice in številne proizvodne obrate. Njene vode se uporabljajo tudi za namakanje in pridobivanje električne energije, slikovite soteske in skalne formacije v celotnem toku pa nudijo odlične pogoje za rekreacijo. Čeprav Iskar ni plovna, je njena dolina zelo pomembna za promet, zlasti vzdolž soteske Iskar, ki je eden od edinih treh prelazov v gorovju Stara planina, ki ga prečka železnica.

## Pregled
Iskar je dolga 368 km, zaradi česar je najdaljša reka, ki v celoti teče po ozemlju Bolgarije. Reki Donava in Marica sta daljši, vendar tečeta tudi skozi druge države. Iskar je pritok Donavi in je del črnomorskega povodja. Je edina reka, ki izvira v južni Bolgariji in teče proti severu skozi Staro planino, ki tvori vodno ločnico med povodji Črnega morja na severu in Egejskega morja na jugu. Iskar je geološko najstarejša reka na Balkanu in tudi edina, ki je ohranila svojo prvotno smer kljub velikim geološkim spremembam v poznejših fazah. Iskarsko porečje obsega površino 8646 km² v šestih bolgarskih oblasteh, Sofiji, Sofiji, Vraci, Loveču in Plevenu, s skupno okoli 1.600.000 prebivalci. Najpomembnejši desni pritoki od juga proti severu so Lesnovska reka (65 km), Malki Iskar (85 km) in Zlatna Panega (50 km); največji levi pritoki so Palakaria (39 km), Vitoška Bistrica (12 km) in Perlovska (31 km). Njen povprečni pretok ob ustju je 54 m³/s.

## Potek

### Zgornji tok
Povirje Iskar sestavljajo trije odcepi na severnih pobočjih Rile, najvišje gore v Bolgariji. 23 km dolg Černi Iskar velja za glavno steblo reke. Izvira iz Čamovskega jezera (2500 m) severovzhodno od vrha Damga (2669 m), od tam pa reka teče v severovzhodni smeri skozi dolino Govedarci, ki jo napajajo vode Čanakgjolski, Maljoviški in Urdini jezera. Pretok Černega Iskarja pri Goverdarciju je 1,60 m³/s; njeno porečje obsega 237 km². Beli Iskar je najdaljša od treh z dolžino 28 km in izvira na severnih pobočjih vrha Redžepica (2677 m). Tvori globoko in strmo dolino in ima perečje veliko 91 km²2. Eden od njenih pritokov, Musalenska Bistrica, izvira iz Musalskih jezer pod pobočji Musale (2925 m), najvišjega vrha Balkanskega polotoka. V njenem zgornjem toku na nadmorski višini 1900 m je akumulacija Beli Iskar, zgrajena med leti 1939 in 1945, ki poganja manjšo hidroelektrarno s 16 MW. Levi Iskar je najmanjši od treh in izvira na severnih pobočjih vrha Marinkjovisca (2636 m). Teče skozi globoko dolino v dolžini 18 km do sotočja s Černi Iskar dolvodno od vasi Mala Carkva in ima porečje veliko 56 km².
Pravi Iskar nastane s sotočjem Belega in Černega Iskarja in ostaja tipična gorska burna reka z zelo velikim naklonom in vlečno silo, preden vstopi v Samokovsko dolino na nadmorski višini 950 m. Teče skozi mesto Samokov in se ji nekaj kilometrov severno pridruži njen prvi večji levi pritok, Palakaria. Ko izstopi iz doline, reka napolni akumulacijo Iskar, največje umetno jezero v Bolgariji. Nizvodno od jezu teče Iskar v severozahodni smeri in tvori 22 km dolgo Pančarevsko sotesko, ki deli Vitošo in Plano na zahodu ter Sredno goro na vzhodu. Tam polni akumulacijo Pasarel in jezero Pančarevo.

### Srednji tok
Srednji tok Iskar se začne pri vasi German. Ko vstopi v Sofijsko dolino (nadmorska višina 550 m) pri prej omenjeni vasi zavije proti severu in oblikuje široko strugo. Tam reka teče skozi skrajno vzhodno predmestje glavnega mesta Sofije in jo prečka vzletno-pristajalna steza mednarodnega letališča Sofija. V južnih delih doline ima Iskar naklon 6,7 ‰, ki se v severnem delu doline pri mestu Novi Iskar zmanjša na 0,06 ‰. Gorvodno v Sofijski dolini je sediment, ki ga nosi Iskar, sestavljen predvsem iz grobega proda, dolvodno pa je večinoma pesek.
Reka vstopi v Staro planino pri mestu Novi Iskar in oblikuje dolgo in spektakularno sotesko, katere pobočja na nekaterih točkah dosežejo višino od 200 m do 500 m. Soteska Iskar doseže dolžino 70 km med svojim začetkom pri Kurilo, soseska Novega Iskarja, in vasjo Lyutibrod, ki označuje njen konec. Reka teče proti severu skozi večji del soteske, pri Lakatniku pa zavije desno in začne teči proti vzhodu. Do Gara Bova teče Iskar po zelo razjedenih skalah, soteska pa je široka z bolje razvitimi in ohranjenimi rečnimi terasami. Te terase so nastale v kvartarju in so lahko visoke od 110 do 120 m. Gorvodno reka teče skozi mezozojski apnenec, zaradi česar je soteska ozka in ponekod celo podobna kanjonu. Na samem začetku soteske do Rebrovega je naklon Iskarja le 0,75 ‰ in teče počasi ter tvori meandre in celo otočke. Vendar se naklon kmalu poveča na povprečno 4,1 ‰ in tok se pospeši ter oblikuje ozko in razrezano strugo.
Pri Ljutibrodu Iskar vstopi v Predbalkansko hribovje, kjer oblikuje svojo četrto sotesko v dolžini 64 km. Med Ljutibrodom in mestom Roman je naklon v povprečju 2,59 ‰, med Romanom in Čomakovci pa 1,38 ‰. Pri Karlukovem reka ponovno obrne svojo strugo proti severu.

### Spodnji tok
Spodnji tok se začne pri vasi Čomakovci, kjer zapusti Predbalkansko gorovje in vstopi v Donavsko nižino. Od tam Iskar ponovno teče v severovzhodni smeri do sotočja z Donavo. Na tem delu je dolina reke izdolbena v puhlične sedimente Donavske nižine. Dolina je široka, a zožena z dolinami sosednjih dolin rek Vit na vzhodu in Skat na zahodu. Desni rob spodnje Iskarske doline je višji in strmejši od levega. V preteklosti je bila struga vklesana v naplavno dno in zaradi majhnega naklona je reka oblikovala meandre z zamočvirjenimi brežinami. Danes Iskar zadnjih približno 17 km teče v korigirani strugi do izliva v Donavo. Prav tako so bile prilagojene struge nekaterih njenih pritokov, kot so Blato, Stari Iskar in Kakač Kriva. Sotočje z Donavo je na nadmorski višini 25 m, 3 km severovzhodno od vasi Bajkal in zahodno od vasi Gigen.

## Zavarovana območja
Obstaja več zavarovanih območij, ki vključujejo dele reke Iskar. Izvirje reke in njen zgornji tok spadajo na ozemlje narodnega parka Rila, največjega v Bolgariji. Mreža naravovarstvenih območij Evropske unije Natura 2000 vključuje več zavarovanih območij ob reki, kot sta odsek Pančarevske soteske pod oznako Plana BG0001307 in spodnji tok Iskar v bližini mesta Dolni Dabnik pod šifro Iskar River BG0000613.

## Ekologija
Avtohtono ihtiofavno sestavlja najmanj 50 vrst dveh razredov, Cephalaspidomorphi (brezčeljustnice) in Actinopterygii (žarkoplavutarice), ter petih redov, Petromyzontiformes (piškurji), Siluriformes (somi), Gadiformes, Esociformes (ščuke in sorodniki) in Perciformes (ostrižnjaki). Veliko jih je omejenih na spodnji tok blizu sotočja z Donavo. Brezčeljustnice iz reda Petromyzontiformes so predstavljene z eno družino Petromyzontidae z dvema vrstama: zahodni potočni piškur, karpatska potočna svetilka. Siluriformes vključuje edino vrsto tega reda v Evropi, soma. Edina sladkovodna riba iz reda Gadiformes, menek, naseljuje spodnji tok ob Donavi, ki je med najjužnejšimi točkami njene razširjenosti. Esociformes tudi predstavlja  ena vrsta, evropska ščuka.
Perciformes so najraznovrstnejši red rib v Iskarju, ki ga predstavlja več družin. Med avtohtone vrste družine Percidae sodijo smuč, povolški smuč, navadni ostriž, zingel, upiravec (Zingel streber), okun, grbasti okun, Cyprinidae predstavljajo bolen, linj, pegunica, zelenika, Alburnoides bipunctatus, androga, ploščič, belooka (Ballerus sapa), kosalj, ogrica, sabljarka, jez, klen, podust, pezdirk, rdečeoka, pisanec, rdečeperka, Gobio gobio, Keslerjev globoček, Romanogobio vladykovi, navadna mrena, romunska mrena, navadni koreselj, Nemacheilidae predstavljajo babica, medtem ko so vrste iz družine Cobitidae činklja, nežica, velika nežica, zlata nežica, bolgarska nežica in Cottus haemusi. Potočna postrv je edina predstavnica Salmonidae. Pretežno morsko družino Clupeidae zastopa pontska senca (Alosa immaculata). Gobiidae so Kesslerjev gobec (Ponticola kessleri), opičji gob (Neogobius fluviatilis) in Babka gymnotrachelus.
V Iskarju je nekoč živela ena od šestih vrst jesetrov, ki izvirajo iz Bolgarije, kečiga. Našli so ga lahko gorvodno vse do mesta Lukovit, vendar je izumrl iz reke in naseljuje le Donavo.
Dvoživke so zastopane z žabami, kot so nižinski urh, hribski urh, zelena krastača, rosnica, zelena rega, navadna česnovka, ter dve vrsti novičev – panonski puh (Triturus dobrogicus) in Triturus ivanbureschi). Vode Iskarja so habitat močvirske sklednice, kobranke in belouške ter številnih drugih plazilcev, ki živijo v rečnih bregovih in okoliških območjih, kot so mavrska kornjača (Testudo graeca), grška kornjača (Testudo hermanni), modras, Elaphe sauromates, kaspijska kača (Dolichophis caspius), navadni gož, navadni zelenec, pozidna kuščarica, Podarcis tauricus itd.

## Čast
Ledenik Iskar na otoku Livingston v Južnih Shetlandskih otokih na Antarktiki je poimenovan po reki Iskar.